# Escacs màgics
Els escacs màgics (en anglès fairy chess, literalment «escacs de fades») comprèn els problemes d'escacs que difereixen dels problemes d'escacs clàssics (també anomenats ortodoxos) perquè no hi ha escac i mat directe. El terme va ser introduït per Henry Tate el 1914 i ha resistit el pas del temps qualsevol canvi de nom. Mentre el mat provocat data dels temps de l'edat mitjana, el mat ajudat va ser inventat per Max Lange a finals del segle xix. Thomas Rayner Dawson (1889–1951), el "Pare dels escacs màgics", va inventar moltes peces d'escacs màgics i noves condicions. També va ser l'editor de Fairy Chess Review (1930–51).
Tot i que el terme "escacs màgics" s'usa de vegades pels tipus de joc, és més normal referir-se als problemes on el tauler, les peces, o les regles són modificades en alguna idea o tema que seria impossible en els escacs ortodoxos.

## Tipus de problemes d'escacs màgics
Els tipus de problemes d'escacs màgics inclouen:
- Noves estipulacions: Probablement l'alteració més usada són les estipulacions en les regles en comptes de buscar els mats directes. Moltes d'elles varen ser inventades i algunes establertes. El mat provocat i el mat ajudat són sovint considerats també estipulacions ortodoxes. Entre moltes altres tenim: mat reflex, diversos tipus de Sèries d'escac i mat o recentment molt popular mat provocat amb ajuda. Part de les noves estipulacions són també els problemes d'escacs retrospectius que s'inclou els escacs justificatius.
- Noves peces d'escacs: Les peces d'escacs normals són generalitzades de diverses maneres (grasshopper, nightrider, cannon, etc.). Veure l'article principal peces d'escacs màgiques.
- Noves condicions: Engloba tots els canvis de les regles incloses les regles de captura, escac al rei, escac i mat, habilitat en els moviments en general, etc. Moltes han estat inventades, d'altres s'han establert: escacs Circe, escacs Madrasi, escacs d'Andernach, escacs monocromàtic, escacs patrol, escacs Einstein i moltes d'altres.
- Diferents taulers: Es pot variar la mida del tauler del normal 8×8 a altres mides (10×10, 8×10, poc comunes formes de taulers, etc.) o usant diferents geometries: cilíndric (vertical i horitzontal), anell enllaçats o tor i altres.

Tots els problemes del FIDE Album estan dividits en vuit apartats: Mat directe (2-moviments, 3-moviments i més moviments), estudis de finals, mat provocat, mat amb ajuda, escacs màgics i restrupectius i els problemes matemàtics.